# Parapergandea caryaevenae
Parapergandea caryaevenae är en insektsart som först beskrevs av Fitch 1856.  Parapergandea caryaevenae ingår i släktet Parapergandea och familjen dvärgbladlöss. Inga underarter finns listade i Catalogue of Life.